# Constança de Besalú
Constança Belasquita de Besalú (s.XI) va ser comtessa consort d'Urgell en esdevenir esposa d'Ermengol II.
No és segura la seva filiació, hom li ha atribuït un origen castellà pel seu nom «Belasquita», però també es creu que podria ser filla de Bernat I de Besalú i la seva esposa Toda en un intent d'Ermengol II de tenir aliats o terres amigues entre el seu comtat i els de Barcelona, Girona i Osona. En morir el comte el 1038, segons el costum de l'època, Constança va exercir de marmessora del testament del seu marit. De fet, el fill d'ambdós i l'hereu al comtat, Ermengol III, era encara menor d'edat, per la qual cosa la comtessa vídua es va encarregar de la regència, de fet, es va intitular a si mateixa «comtessa d'Urgell» i governà com a única senyora del territori urgellenc. L'any 1040 va presidir la consagració de la nova catedral d'Urgell, realitzada per l'arquebisbe Guifré de Narbona, cosí germà seu. A més, va esdevenir tutora del seu fill i es va encarregar de la seva educació, segons Diego Monfar, instal·lada en un lloc molt segur del comtat, per tal de mantenir la seva seguretat.